# Welf Ier (duc de Bavière)
Pour les articles homonymes, voir Welf Ier.
Welf IV (ou Welf Ier de Bavière), parfois appelé Guèlfe, né vers 1035 et mort le 6 novembre 1101 à Paphos sur l'île de Chypre, fut duc de Bavière de 1070 à 1077 puis de 1096 jusqu'à sa mort. Il est issu à la fois de la Maison italienne d'Este par son père et, par sa mère Cunégonde d'Altdorf, de la dynastie germanique des Welf, dans la généalogie desquels il est nommé Welf IV. Cela fait de lui l'ancêtre des maisons de Brunswick et de Hanovre.

## Biographie

### Origines et débuts
Welf IV naît vers 1035. Il est le fils du margrave Alberto Azzo II d'Este († 1097) et de son épouse Cunégonde (Chuniza) d'Altdorf. Il était le seul héritier des possessions patrimoniales de son oncle maternel, Welf III d'Altdorf, duc de Carinthie, le dernier membre de la lignée aînée des Welf. 
Welf III est célibataire et sans enfants lorsqu'il meurt en 1055. Il fait don de ses fiefs propres à l'abbaye de Weingarten, où sa mère Imiza, la veuve du comte Welf II d'Altdorf, s'est retirée comme abbesse. C'est Imiza qui transmet ses domaines en Souabe à son petit-fils. C'est au tour de Welf IV de venir en Germanie entrer en possession de son héritage. Ensuite, vers l'an 1062, il épouse Ethelinde, la fille aînée du comte saxon Otton de Nordheim, alors duc de Bavière.

### Duc de Bavière
En 1070, son beau-père entre en conflit avec le roi salique Henri IV et est mis au ban. Bien que son père Azzo d'Este, guidé par sa cousine Mathilde, suive les intérêts du pape, Welf IV, quant à lui, soutient d'abord l'empereur. En récompense de sa fidélité, il reçoit le duché de Bavière confisqué à Otton. En effet, lorsque ce dernier devient un ennemi d'Henri IV, Welf divorce d'Ethelinde et devient duc de Bavière à la Noël 1070. 

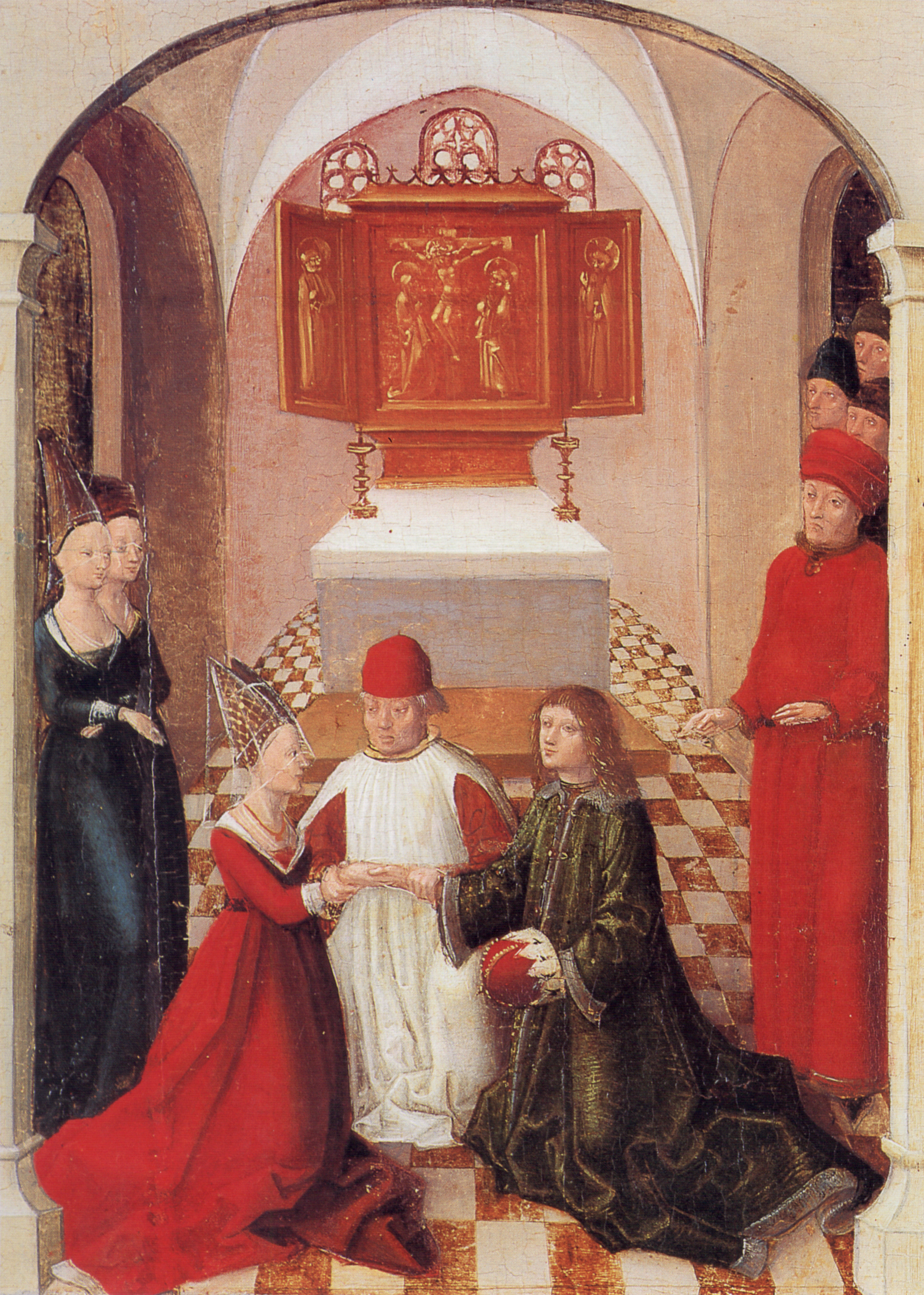
Le mariage de Welf avec Judith (1489).

Après son divorce, Welf se remarie en 1071 avec Judith, fille du comte Baudouin IV de Flandre, veuve de Tostig Godwinson, comte de Northumbrie, et, du côté de son père, tante de la reine d'Angleterre.

### Entre le pape et l'empereur
Pendant la querelle des Investitures, ne souhaitant pas subir les foudres de l'Église en ne suivant pas les directives du pape, Welf de Bavière prend le parti du pape Grégoire VII et, en mars 1077, se joint aux princes mécontents qui soutiennent l'élection de l'anti-roi Rodolphe de Rheinfelden à Forchheim. Henri IV, en conséquence, le prive de son titre. Mais, soutenu par les nobles bavarois qui lui sont restés fidèles et aidé de son père en Italie, Welf parvient à se maintenir et à défier la décision du roi en mai 1077.
Après la mort de Grégoire VII en 1085, Welf, même s'il adhère toujours au point de vue de l'Église, commence à diminuer son soutien à Hermann de Salm le nouvel « anti-roi des Romains ». En 1089, cependant, son fils (le futur duc Welf II de Bavière) se marie avec Mathilde de Toscane, renforçant de ce fait ses relations avec la papauté. Après le divorce de son fils d'avec Mathilde en 1095, Welf fait amende honorable auprès de l'empereur et est officiellement rétabli comme duc de Bavière. Après la mort de son père Azzo en 1097, Welf tente de prendre le contrôle des biens paternels en Italie, mais échoue face à son demi-frère Foulques Ier d'Este.

### Mort en croisade
À partir de 1099, il se joint aux croisades de secours. Il meurt sur le chemin du retour à Paphos à Chypre et est inhumé dans l'abbaye de Weingarten (Altdorf). Son fils aîné lui succède à la tête de la Bavière ; ses descendants régnèrent sur le duché jusqu'à la chute de Henri le Lion en 1180.

## Postérité
De son mariage avec Judith de Flandre naissent les enfants suivants :
- Welf II de Bavière, né en 1072 ;
- Henri IX de Bavière le Noir, mort le 13 décembre 1126, père d'Henri X le Superbe, père lui-même d'Henri XII le Lion de Saxe et de Bavière. Ce dernier eut entre autres enfants Otton IV (1174-1218), empereur romain germanique, et Guillaume de Lunebourg (1183-1214), duc de Lunebourg, tige de la Maison de Brunswick par son fils Othon l'Enfant, † 1252. La Maison de Brunswick, dans sa branche cadette de Lunebourg-Hanovre, accéda au trône d'Angleterre en 1714 avec George Ier ;
- Kunizza, morte le 6 mars 1120, mariée à Frederick Rocho, comte de Dießen.

On peut aussi signaler qu'il est un aïeul à la 25e génération de la Reine Élisabeth II.